# Étienne Tomašević
Étienne Tomašević (Bosnien: Stjepan Tomašević/Стјепан Томашевић; Serbe: Стефан Томашевић), né en 1438, décédé le 5 juin 1463 à Jajce en Bosnie, est membre de la dynastie des Kotromanić qui règne sur la Bosnie de 1250 à 1463. Il est despote de Serbie du 21 mars au 20 juin 1459 et roi de Bosnie de 1461 à fin mai 1463.

## Biographie

### Famille
Fils de Étienne-Thomas de Bosnie, roi de Bosnie (de 1443 à 1461), et de la reine consort Vojača.

### Mariage et règne
Le 1er avril 1459, Étienne Tomašević épouse Mara Branković de Serbie, la fille aînée de Lazar Branković de Serbie et devient despote de Serbie après avoir déposé Stefan Branković. Le 20 juin 1459, le sultan Mehmed II s'empare de Smederevo la capitale serbe d'où Étienne Tomašević reçoit l'autorisation de se retirer avec sa famille et il met fin au despotat de Serbie.
Il succède à son père en 1461 à la tête de la Bosnie. Cependant, dès 1462, les Ottomans se saisissent du bassin minier de la Bosnie orientale et des villes de Zvornik et Srebrenica puis en mai/juin 1463 ils se lancent à la conquête du domaine royal et de ceux des familles Kovačevič et Pavlovič ainsi que de l'Herzégovine. Fin mai 1463, le grand vizir ottoman Mahmud Pacha Andjelović s'empare de la forteresse royale de Bobovac et met fin au royaume. Étienne Tomašević qui s'était retiré à Jajce offre sa reddition en échange d'un sauf conduit mais il est décapité quelques jours plus tard sur l'ordre du Sultan.